# Jami Gertz

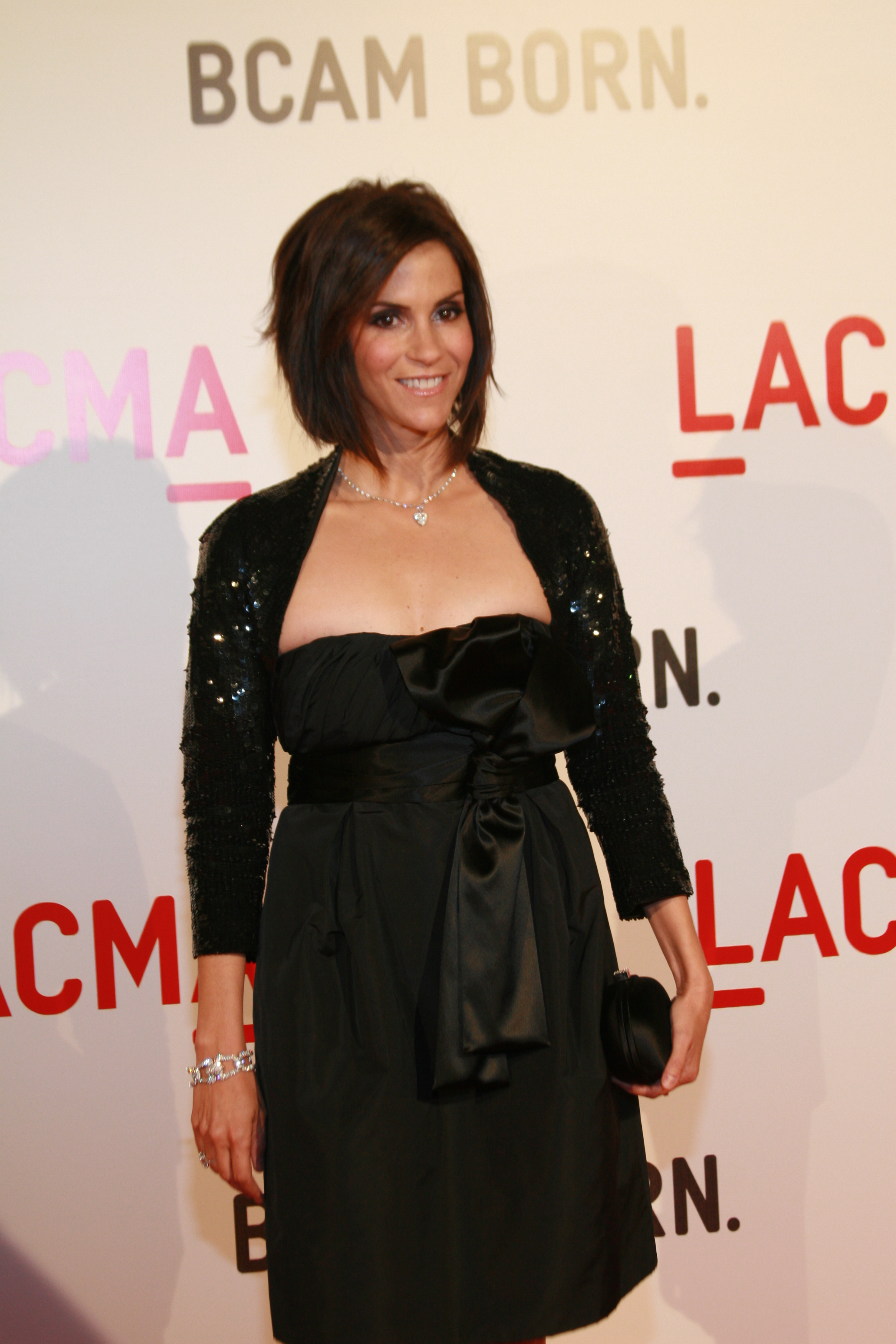
Jami Gertz in Los Angeles (2008)

Jami Beth Gertz (* 28. Oktober 1965 in Chicago, Illinois) ist eine US-amerikanische Schauspielerin.

## Leben und Karriere
Gertz gab 1981 ihr Schauspieldebüt in dem Film Endlose Liebe von Franco Zeffirelli, in dem auch der spätere Hollywoodstar Tom Cruise sein Leinwanddebüt gab. Größere Bekanntheit erlangte sie durch ihre Rolle in Unter Null nach dem Roman von Bret Easton Ellis an der Seite von Robert Downey Jr. und James Spader. Neben Rollen in Kinofilmen wie  Jersey Girl (1992) und Twister (1996) machte sie sich vor allem als Seriendarstellerin einen Namen. So spielte sie wiederkehrende Rollen in Emergency Room und Ally McBeal. Für letztere wurde sie 2001 für den Emmy nominiert. In der Sitcom Still Standing (2002–2006) war sie neben Mark Addy für die weibliche Hauptrolle der Judy Miller besetzt.

## Privates
Gertz ist seit dem 16. Juni 1989 mit dem Multimilliardär Antony Ressler verheiratet und hat mit ihm drei Söhne (* 1992, * 1995 und * 1998) und eine Tochter (* 2003).
Gertz ist jüdischen Glaubens. Sie wurde nach dem konservativen Judentum erzogen.

## Filmografie (Auswahl)
- 1981: Endlose Liebe (Endless Love)
- 1985: Voll der Stress vorm ersten Date (Mischief)
- 1986: Crossroads – Pakt mit dem Teufel (Crossroads)
- 1986: Quicksilver
- 1986: Solarfighters (Solarbabies)
- 1987: The Lost Boys
- 1987: Unter Null (Less Than Zero)
- 1989: Zwei Frauen
- 1989: Die große Herausforderung (Listen to Me)
- 1990: Eine fast anständige Frau (Sibling Rivalry)
- 1990: Mit den besten Absichten (Don’t Tell Her It’s Me)
- 1992: Love-Crash (Jersey Girl)
- 1994: Seinfeld (Fernsehserie, Folge 5x12)
- 1994: Liebe ist nicht bloß ein Wort (This Can’t Be Love)
- 1996: Twister
- 1997: Emergency Room – Die Notaufnahme (ER, Fernsehserie, 6 Folgen)
- 1999: 7 Girlfriends
- 2000–2002: Ally McBeal (Fernsehserie, 5 Folgen)
- 2002–2006: Still Standing (Fernsehserie, 88 Folgen)
- 2003: Undercover Lover – Liebe auf Umwegen (Undercover Christmas)
- 2009–2010: Entourage (Fernsehserie, 5 Folgen)
- 2011: Modern Family (Fernsehserie, Folge 2x11)
- 2012–2014: The Neighbors (Fernsehserie, 44 Folgen)
- 2022: I Want You Back